# André Schinkel
André Schinkel (* 27. April 1972 in Eilenburg) ist ein deutscher Schriftsteller und Archäologe. Er verfasst Lyrik sowie Prosa und Essays.

## Leben
André Schinkel wuchs in Bad Düben und Holzweißig (heute Ortsteil von Bitterfeld-Wolfen) auf. Nach der Ausbildung zum Rinderzüchter mit Abitur und einer abgebrochenen Ausbildung zum Umweltschutztechniker studierte André Schinkel an der Martin-Luther-Universität Halle-Wittenberg Germanistische Literaturwissenschaft, Kunstgeschichte und Prähistorische Archäologie. Schon während dieser Zeit erschienen seine ersten Bücher, für die er mit dem Georg-Kaiser-Förderpreis des Landes Sachsen-Anhalt 1998 geehrt wurde. Er lebt in Halle (Saale) und ist derzeit als Autor, Lektor und Redakteur tätig. Seit 2005 leitet er die Redaktion der Literaturzeitschrift oda – Ort der Augen, seit 2017 ist er Redaktionsmitglied von Marginalien, Zeitschrift für Buchkunst und Bibliophilie. Seit Juli 2022 betreut und redigiert er den Blog der Pirckheimer-Gesellschaft. Darüber hinaus beschäftigen ihn auf wissenschaftlichem Gebiet die Annäherungen von Literatur und Archäologie sowie spezielle Probleme der Neolithisierung Mitteleuropas.
2006 erhielt er, nominiert durch den Hauptpreisträger Wolf Biermann, den Förderpreis der Ringelnatz-Stiftung, 2012 den Walter-Bauer-Preis. Er war Stadtschreiber in Halle, in der Burgstadt Ranis und in Jena. Er arbeitete wiederholt als Stipendiat in diversen Künstlerhäusern, nahm an Autorentreffen und Poesiefestivals in Bosnien-Herzegowina, Bulgarien, Armenien und Italien teil. Seine Texte wurden in zwanzig Sprachen übersetzt, er dichtet u. a. aus dem Bosnischen, Serbischen, Kroatischen, Bulgarischen, Armenischen, Englischen und Altägyptischen nach. 2016 übernahm André Schinkel die Herausgabe der Edition Muschelkalk im Weimarer Wartburg Verlag und überführte sie 2024 ab Band 56 in den Mitteldeutschen Verlag in Halle. 
Schinkel arbeitet auch als Autorenpate und Workshopleiter an Schulen und in Bibliotheken. Er ist Vater zweier Töchter, die seit Mitte der 2010er Jahre zu den Basketball-Bundesligakadern der SV Halle Lions, der BG Rotenburg/Scheeßel bzw. der BG Donau-Ries gehören. Er ist Mitglied des Deutschen PEN-Zentrums und Gründungsmitglied der Akademie der Künste Sachsen-Anhalt. 2018 wurde er in die Sächsische Akademie der Künste gewählt.

## Publikationen
- durch ödland nachts, 1994, Halle/Zürich: Verlag Janos Stekovics
- tage in wirrschraffur, 1996, Halle/Zürich: Verlag Janos Stekovics
- Sog, 1997, Halle: Mitteldeutscher Verlag
- Verwolfung der Herzen, mit Handzeichnungen von Gerald Titius, 1997, Berlin: Edition Maldoror
- pathetischer morgen, mit Radierungen von Holger Zachau, 1998, Halle: HKD Burg Giebichenstein
- Karawane des Schlafs, mit Serigrafien von Pontus Carle, 1998, Berlin: Edition Maldoror
- Die Spur der Vogelmenschen, 1998, Halle: Mitteldeutscher Verlag
- Herzmondlegenden, mit Holzschnitten von Ulrich Tarlatt, 1999, Bernburg: Edition Augenweide
- Abgesteckte Paradiese. Textauswahl, 2000, Halle: Förderkreis der Schriftsteller in Sachsen-Anhalt
- Sommerserife. Ein Gedicht und ein Nachsatz, 2000, Halle: Verlag Janos Stekovics
- Selbstung, mit Grafiken von Ergon, Gerald Nigl und Ulrich Tarlatt, 2001, Bernburg: Edition Augenweide
- Nachricht vom Fleisch der Götter, 2003, Halle: Projekte-Verlag
- Unwetterwarnung. Raniser Texte, 2007, Ranis: Edition Ranis
- Löwenpanneau, 2007, Halle: Mitteldeutscher Verlag, ISBN 978-3-89812-507-9
- Gedächtnisschutt, 2008, Aschersleben: Edition Zeitzeichen im Un Art Ig Verlag
- Apfel und Szepter, 2010, Klingenberg: Verlag im Proberaum 3
- Das Meerschweinchen im Kartoffelsalat. Geschichten aus der Schulschreiberei, 2010, Halle: Mitteldeutscher Verlag
- Parlando, 2012, Bucha b. Jena: Edition Ornament im quartus-Verlag
- In Sina Gumpert war ich jung verliebt, 2012, Halle: Mitteldeutscher Verlag, ISBN 978-3-89812-924-4
- Das Licht auf der Mauer, 2015, Halle: Mitteldeutscher Verlag, ISBN 978-3-95462-468-3
- Hasenberg. Vier Gedichte, 2015, Wünschendorf: Kloster Mildenfurth
- Stadt meiner Kindheit, mit Radierungen von Susanne Theumer, 2015, Höhnstedt: Susanne Theumer
- Über dem Fluß, mit Radierungen von Andrea Ackermann, 2015, Halle: Andrea Ackermann
- Blick auf die Stadt, mit Radierungen von Susanne Theumer und Fotografien von Gerald Große, 2016, Höhnstedt: Susanne Theumer
- Bodenkunde, 2017, Halle: Mitteldeutscher Verlag, ISBN 978-3-95462-902-2
- Das innere Delta, mit Radierungen von Andrea Ackermann, 2017, Halle: Andrea Ackermann
- An der Hafenbahn, mit Radierungen von Susanne Theumer, 2018, Höhnstedt: Susanne Theumer
- Die Anna-Hood-Gang erobert das Geiseltal, 2018, Halle: Mitteldeutscher Verlag
- Poesien am Wegesrand, mit Fotogravuren von Claudia Richter, 2019, Halle: Claudia Richter
- Das Paradies und der Dämon / Raj i demon, 2019, dt.-serb., Belgrad: Treći Trg
- Anna Hood und das Mammut von Pfännerhall, 2019, Halle: Mitteldeutscher Verlag
- Im Park, mit Radierungen von Andrea Ackermann, 2019, Halle: Andrea Ackermann
- Der Goldberg, zu Radierungen von Susanne Theumer, 2020, Höhnstedt: Susanne Theumer
- Schwanengesträuch, mit Vignetten von Cornelius Brändle, 2020, Chemnitz/Kemberg: Sonnenberg-Presse (LyrikHeft Nr. 28)
- Anna Hood und das Wunder vom Crostigall, 2021, Halle: Mitteldeutscher Verlag
- Tulipa praestans, zu Fotogrammen von Uwe Klos, 2021, Cossengrün: edition duplici
- Lost Playgrounds, zu Radierungen von Susanne Theumer, 2022, Höhnstedt: Susanne Theumer
- Die Schönheit der Stadt, die ich verlasse, 2022, Halle: Mitteldeutscher Verlag
- Saale-Licht, zu Radierungen von Andrea Ackermann, 2023, Halle: Andrea Ackermann
- An der Mulde, mit Farbholzschnitten von Frank Eißner, 2024, Aschaffenburg: Frank Eißner Handpresse
- Mondlabyrinth, 2024, Halle: Mitteldeutscher Verlag
- Tefaha osuljan (Apfel und Szepter), 2025, arab., Paris/Istanbul: Maysaloun

## Auszeichnungen
- 1995: Arbeitsstipendium des Landes Sachsen-Anhalt
- 1998: Georg-Kaiser-Förderpreis des Landes Sachsen-Anhalt
- 1998: Stadtschreiber von Halle (Saale)
- 2002: Arbeitsstipendium der Stiftung Kulturfonds
- 2002: Arbeitsstipendium des Landes Sachsen-Anhalt
- 2005: Arbeitsstipendium der Kunststiftung des Landes Sachsen-Anhalt
- 2006: Joachim-Ringelnatz-Nachwuchspreis für Lyrik
- 2006: Stadtschreiber von Ranis
- 2009: Aufenthaltsstipendium Künstlerhaus Schloss Wiepersdorf
- 2009: Schulschreiber von Laucha
- 2011: Aufenthaltsstipendium Kunstverein Röderhof
- 2011: Aufenthaltsstipendium Künstlerhaus Lukas, Ahrenshoop
- 2012: Walter-Bauer-Preis der Städte Leuna und Merseburg[2]
- 2014: Stadtschreiber von Jena (Villa-Rosenthal-Stipendium)
- 2016: Arbeitsstipendium der Kunststiftung des Landes Sachsen-Anhalt
- 2016: Thüringer Literaturstipendium Harald Gerlach
- 2021: Dr. Manfred Jahrmarkt-Ehrengabe der Deutschen Schillerstiftung